# Sanat Naft Abadan Football Club
Il Sanat Naft Abadan Football Club (in persiano باشگاه فوتبال صنعت نفت آبادان‎, "club calcistico dell'azienda petrolifera di Abadan"), noto come Sanat Naft, è una società calcistica iraniana di Abadan, di proprietà della National Iranian Oil Company (NIOC). Milita nella Lega professionistica del Golfo persico, la massima divisione del campionato iraniano di calcio.
Fondato nel 1972, fa parte della società polisportiva Sanat Naft Athletic Club. La sua squadra riserve è il Sanat Naft Novin, che milita nella terza serie iraniana.
Disputa le partite casalinghe allo stadio Takhti di Abadan, dotato di 15 000 posti a sedere.

## Organico

### Rosa 2020-2021
Aggiornata al 7 dicembre 2020.
| N. |                 | Ruolo | Calciatore                  |
| -- | --------------- | ----- | --------------------------- |
| 1  | Iran (bandiera) | P     | Hamed Fallahzadeh           |
| 2  | Iran (bandiera) | D     | Mohammad Tayyebi            |
| 4  | Iran (bandiera) | D     | Mohammad Ahle Shakheh       |
| 5  | Iran (bandiera) | D     | Ali Abdollahzadeh           |
| 6  | Iran (bandiera) | C     | Mahmoud Motlaghzadeh        |
| 7  | Iran (bandiera) | A     | Hassan Beyt Saeed           |
| 8  | Iran (bandiera) | C     | Hakim Nassari               |
| 9  | Iran (bandiera) | A     | Reza Khaleghifar            |
| 10 | Iran (bandiera) | C     | Taleb Reykani               |
| 11 | Iran (bandiera) | C     | Mehdi Zobeydi               |
| 15 | Iran (bandiera) | D     | Hossein Baghlani (capitano) |
| 17 | Iran (bandiera) | C     | Ahmad Shariatzadeh U19      |

| N. |                 | Ruolo | Calciatore                   |
| -- | --------------- | ----- | ---------------------------- |
| 20 | Iran (bandiera) | A     | Ali Alekasir                 |
| 23 | Iran (bandiera) | C     | Ali Hazami                   |
| 26 | Iran (bandiera) | C     | Omid Hamedifar U21           |
| 30 | Iran (bandiera) | A     | Fakher Tahami U25            |
| 31 | Iran (bandiera) | P     | Payam Parsa U19              |
| 37 | Iran (bandiera) | D     | Hossein Saki U23             |
| 73 | Iran (bandiera) | P     | Farzin Garousian             |
| 77 | Iran (bandiera) | D     | Abdollah Nasseri             |
| 88 | Iran (bandiera) | C     | Mohammad Reza Ghobishavi U21 |
|    | Iran (bandiera) | D     | Ali Satavi U21               |

## Palmarès

### Altri piazzamenti
- Campionato iraniano di seconda divisione: 1

Secondo posto: 2001-2002, 2009-2010
- Coppa d'Iran:

Semifinalista: 2024-2025